# Az éjszaka rabja
Az éjszaka rabja è un film del 1914 diretto e interpretato da Mihály Kertész, il regista che in seguito, emigrato negli Stati Uniti, sarebbe diventato uno dei più popolari registi di Hollywood con il nome di Michael Curtiz.

## Distribuzione
Al film era stato dato il titolo internazionale inglese Prisoner of the Night.